# Радобуђа
Радобуђа је насеље у Србији у општини Ариље у Златиборском округу. Према попису из 2022. било је 243 становника.

## Демографија
У насељу Радобуђа живи 322 пунолетна становника, а просечна старост становништва износи 45,8 година (43,3 код мушкараца и 48,2 код жена). У насељу има 133 домаћинства, а просечан број чланова по домаћинству је 2,91.
Ово насеље је скоро у потпуности насељено Србима (према попису из 2002. године), а у последња три пописа, примећен је пад у броју становника.
|  |

| Демографија | Демографија | Демографија |
| Година      | Становника  | Становника  |
| ----------- | ----------- | ----------- |
| 1948.       | 850         |             |
| 1953.       | 808         |             |
| 1961.       | 691         |             |
| 1971.       | 595         |             |
| 1981.       | 531         |             |
| 1991.       | 474         | 474         |
| 2002.       | 387         | 387         |

| Етнички састав према попису из 2002.‍ | Етнички састав према попису из 2002.‍ | Етнички састав према попису из 2002.‍ | Етнички састав према попису из 2002.‍ | Етнички састав према попису из 2002.‍ |
| ------------------------------------ | ------------------------------------ | ------------------------------------ | ------------------------------------ | ------------------------------------ |
|                                      |                                      |                                      |                                      |                                      |
| Срби                                 | Срби                                 |                                      | 382                                  | 98,70%                               |
| непознато                            | непознато                            |                                      | 5                                    | 1,29%                                |

| Година пописа     | 1948. | 1953. | 1961. | 1971. | 1981. | 1991. | 2002. |
| ----------------- | ----- | ----- | ----- | ----- | ----- | ----- | ----- |
| Број домаћинстава | 149   | 157   | 156   | 155   | 148   | 150   | 133   |

| Број чланова      | 1  | 2  | 3  | 4  | 5  | 6  | 7 | 8 | 9 | 10 и више | Просек |
| ----------------- | -- | -- | -- | -- | -- | -- | - | - | - | --------- | ------ |
| Број домаћинстава | 36 | 34 | 21 | 14 | 12 | 11 | 4 | 0 | 0 | 1         | 2,91   |

| Пол    | Укупно | Неожењен/Неудата | Ожењен/Удата | Удовац/Удовица | Разведен/Разведена | Непознато |
| ------ | ------ | ---------------- | ------------ | -------------- | ------------------ | --------- |
| Мушки  | 159    | 35               | 108          | 14             | 2                  | 0         |
| Женски | 176    | 20               | 109          | 45             | 2                  | 0         |
| УКУПНО | 335    | 55               | 217          | 59             | 4                  | 0         |

| Пол    | Укупно                    | Пољопривреда, лов и шумарство | Рибарство                            | Вађење руде и камена | Прерађивачка индустрија       |
| ------ | ------------------------- | ----------------------------- | ------------------------------------ | -------------------- | ----------------------------- |
| Мушки  | 92                        | 50                            | 0                                    | 0                    | 19                            |
| Женски | 69                        | 41                            | 0                                    | 0                    | 21                            |
| УКУПНО | 161                       | 91                            | 0                                    | 0                    | 40                            |
| Пол    | Производња и снабдевање   | Грађевинарство                | Трговина                             | Хотели и ресторани   | Саобраћај, складиштење и везе |
| Мушки  | 2                         | 7                             | 2                                    | 0                    | 7                             |
| Женски | 0                         | 1                             | 3                                    | 0                    | 0                             |
| УКУПНО | 2                         | 8                             | 5                                    | 0                    | 7                             |
| Пол    | Финансијско посредовање   | Некретнине                    | Државна управа и одбрана             | Образовање           | Здравствени и социјални рад   |
| Мушки  | 0                         | 2                             | 1                                    | 2                    | 0                             |
| Женски | 0                         | 0                             | 1                                    | 0                    | 2                             |
| УКУПНО | 0                         | 2                             | 2                                    | 2                    | 2                             |
| Пол    | Остале услужне активности | Приватна домаћинства          | Екстериторијалне организације и тела | Непознато            | Непознато                     |
| Мушки  | 0                         | 0                             | 0                                    | 0                    | 0                             |
| Женски | 0                         | 0                             | 0                                    | 0                    | 0                             |
| УКУПНО | 0                         | 0                             | 0                                    | 0                    | 0                             |

## Знамените личности
- Стеван Чоловић, народни херој Југославије